# Monomma robinsoni macropunctum
Monomma robinsoni macropunctum es una subespecie de coleóptero de la familia Monommatidae.

## Distribución geográfica
Habita en Madagascar.